# Kasteeldomein van Hex
Het Kasteeldomein van Hex is een park en natuurgebied dat behoort bij het Kasteel van Heks, gelegen aan Hekslaan 1 te Heks (Hex is de oude spelling van Heks). Het park loopt op tot aan de 120 meter hoge Zalenberg.

## Ontstaan
Het gebied is deels aangelegd als een landgoed, dat vanaf 1772 werd ontwikkeld door Franciscus Karel van Velbrück, prins-bisschop van Luik en opdrachtgever tot de bouw van het kasteel. In de kasteelrechthoek kwamen geometrische Franse tuinen, terwijl vanaf 1779 werd begonnen met de aanleg van Engelse tuinen, die een verbinding tussen het kasteel en de Zalenberg moesten vormen. Toen de prins-bisschop in 1784 stierf werd het werk voortgezet door diens neef, Joseph-Romain de Marchant et d'Ansembourg. In 1779 was hij getrouwd met Marie-Anne-Victoire de Hayme de Bomal. Ter herinnering hieraan liet hij in 1790 de huwelijkszuil in de tuinen oprichten.

## Tuinen
De voortuin bestaat uit een grasveld, terrassen en keermuurtjes. Deze zijn ontworpen door Jules Janlet (1881-1973) en in 1917 waren ze gereed. In 1990 werd deze tuin aangevuld met een fonteintje, ontworpen door tuinarchitect Jaques Wirtz.
De parterretuinen werden meerdere malen gewijzigd, en de huidige tuinen zijn in geometrische stijl en werden ontworpen door Jules Janlet, Jules Buyssens en Achilles Duchêne.
Verder is er de Prinsentuin, een door buxushagen omringde bloementuin. Men vindt er een armillarium, vervaardigd door horlogemaker Hubert Sarton (1748-1828). De putti, op diverse plaatsen gehergroepeerd, stammen uit 1772.
Dan is er de Chinese tuin, waarin in 1934 een Chinees tempeltje, ontworpen door Emile Deshaye, werd geplaatst. Voorts is er de moestuin, waarvan een deel onafgebroken in bedrijf is gebleven, en nog steeds worden er enkele oude groente- en fruitrassen gekweekt. De fruiterie wordt gevormd door de overkluisde groentenkelders, waarin de oogst in de wintertijd werd bewaard.
De bijentuin is een hellende, langgerekte tuin waarvan de muur nissen bezat waarin bijenkorven geplaatst werden. In 1875 werd hier het Venusmonument gebouwd, een soort uitkijktoren, vernoemd naar Velbrück's paard Venus.
Nabij de Zalenberg bevindt zich de zogenaamde filosofenhut, een rond, mergelstenen gebouwtje onder rieten dak.
Van belang is de vallei van Fuchs, een klimmende, bochtige kunstmatige vallei, ontworpen door tuinarchitect Louis Fuchs (1818-1904). Hier vindt men ook eeuwenoude bomen, zoals twee eiken die nog op het oorspronkelijke reliëf wortelen.
Met name in de Engelse tuinen vindt men een groot aantal exotische bomen.